# Ramon Bosc
Ramon Bosc (Reus, XIVe siècle - 1416) était un prêtre et écrivain catalan en latin. 
Il est connu pour l'inventaire de ses possessions et ses manuscrits, selon Juan  Corminas, ils sont trouvés au Prieuré de Reus.

## Œuvres
- Martiniana super cronicis disgestis romanorum.